# Oskar Roehler
Oskar Roehler (Starnberg, 21 de enero de 1959) es un periodista, guionista y director de cine alemán. Hijo de los también escritores Gisela Elsner y Klaus Roehler, en la década de los 80 trabajó como guionista para Niklaus Schilling, Christoph Schlingensief y Mark Schlichter, entre otros. En los 90, también trabajó como director. Con su film No Place to Go ganó el Premio Deutscher Filmpreis. En 2010, su trabajo  Jew Suss: Rise and Fall entró en la sección oficial del Festival Internacional de Cine de Berlín de 2010.

## Filmografía
- Gentleman (1995)
- Silvester Countdown (1997)
- Gierig (1999)
- No Place to Go (2000)
- Suck My Dick (2001)
- Beloved Sister (2002)
- Angst (2003)
- Agnes and His Brothers (2004)
- The Elementary Particles (2006)
- Lulu and Jimi (2009)
- Jew Suss: Rise and Fall (2010)
- Sources of Life (2013)
- Punk Berlin 1982 (2015)
- Subs (2017)
- Enfant Terrible (2020)